# Bernardo Zapata Abarca
Bernardo Zapata Abarca (Rengo, 1957) es un abogado y político chileno, fue ex intendente de la Región del Libertador General Bernardo O'Higgins.

## Primeros años de vida
Nació en Rengo, es hermano de Fernando Zapata Abarca, exconcejal y exalcalde de Rengo. Estudió derecho en la Universidad de Chile. Se encuentra casado, y tiene tres hijas.

## Vida pública
Es militante del Partido Demócrata Cristiano. Ha desempeñado el cargo de Profesor en las asignaturas de Ciencias Sociales y Educación Cívica, en los Colegios Asunción y Liceo Politécnico, ambos de la ciudad de Rengo.
Fue Consejero Regional (CORE), por la Sexta región.[¿cuándo?]
Se presentó como candidato al anterior y último proceso para ser elegido constituyente, lo cual no logró en ambas ocasiones.

## Reconocimientos
En Rengo, su ciudad natal, por unanimidad del Honorable Concejo Municipal se lo designó "Hijo Ilustre" de la comuna y además se le condecoró con la Distinción “Francisco Meza”. Fue nombrado Miembro Honorario del Cuerpo de Bomberos de la VI Región.